# Бань бао
Бань бао — страва в'єтнамської кухні. Це кругла булочка, яку привезли до В'єтнаму китайські іммігранти. Всередину булочки додають свинину або курятину, цибулю, яйце, гриби та скляну локшину.
Існує також вегетаріанська версія бань бао.